# LK I
O LK I ou Leichter Kampfwagen (carro de combate leve) foi um tanque experimental do Império Alemão na Primeira Guerra Mundial.

## História
O LK I foi desenvolvido por Joseph Vollmer. O tanque foi baseado em um chassis de um modelo Daimler, usando os eixos existentes para acomodar as esteiras, o seu desenho seguiu as características do veículo, sendo que o motor era posicionado na dianteira e um cardã fazia a motricidade das esteiras pela parte posterior do tanque. O LK I foi o primeiro veículo blindado do Império Alemão a ser equipado com uma torre de tiro, armado com uma metralhadora Maxin de 7.92mm.  

## Ver Também
- Lista de veículos blindados de combate  por país
- Exército
- Forças Armadas
- Tanques

## Ligações Externas
- Primeiros Panzers de 1917 - 1918